# Catherine Eddowes
Catherine Eddowes (14 avril 1842 – 30 septembre 1888) est la quatrième des cinq victimes habituellement attribuées au tueur en série surnommé Jack l'Éventreur. Son corps a été retrouvé à Mitre Square, en lisière du quartier de La City à Londres.

## Biographie
Faisant partie de 12 enfants, dont 10 survivants, Catherine Eddowes grandit dans la pauvreté de ses parents, Catherine et George. En 1856 sa mère meurt de la tuberculose, son père la suit l'année suivante. Alors que les sœurs aînées se marient ou trouvent un emploi, les frères et sœurs cadets sont placés dans un workhouse en tant qu'orphelins.
Elle est hébergée par son oncle et sa tante à Wolverhampton, travaille dans une usine et s'occupe en plus du ménage. Après une dispute, elle s'enfuit à pied chez son autre oncle à Birmingham, où elle travaille comme travailleuse de la ferraille.
En 1862, elle rencontre Thomas Conway, insouciant vendeur de livres de poche et chanteur de "penny ballad", qui vient d'être réformé de l'armée. Après quelques années instables, le couple non marié s'installe à Londres, où naissent deux autres enfants, dont le dernier meurt comme nourisson.
Là, la relation devient abusive, Conway et Kate commencent à boire, à disparaître et à abandonner leurs enfants régulièrement, ils se sont séparés en 1881. Ses frères et sœurs s'éloignent d'elle, à l'exception de sa sœur Eliza. Kate la suit donc pour vivre dans le quartier de Whitechapel, où elle rencontre John Kelley, un gros buveur, vivant de la main à la bouche.

## Affaire criminelle

### Sortie de prison
Peu de temps après minuit, le 30 septembre, Catherine Eddowes doit sortir de prison après avoir été arrêtée la veille pour ivresse sur la voie publique. Vers 1h00 du matin, elle est considérée comme suffisamment sobre pour être libérée. Avant sa libération, Eddowes a donné le nom de Mary Kelly comme identité à la police. Cette identité sera le nom véritable d'une autre victime de Jack l'Éventreur,.

### Meurtre et découverte du corps
Catherine Eddowes a été assassinée la nuit du 30 septembre 1888, à Mitre Square, entre 1h30 et 1h45 du matin. Elle a été vue pour la dernière fois par Joseph Lawende, un représentant de commerce rentrant chez lui avec des amis. Il a croisé Eddowes discutant avec un homme à l'entrée de Mitre Square : il est probable qu'il soit l'homme qui ait le mieux distingué les traits de Jack l'Éventreur de toute l'affaire. Malheureusement son témoignage, assez flou, ne permettra pas de faire avancer l'enquête.
Le corps de Catherine Eddowes a été découvert à 1h45 par un constable, nommé Watkins, dans un des renfoncements de la place, contre une palissade donnant sur l'arrière d'un immeuble. Catherine Eddowes avait été affreusement mutilée, le visage balafré, l'abdomen ouvert et des organes extraits et déposés près du visage. Un de ses reins avait été sectionné et emporté par son meurtrier.

## Enquête judiciaire

### Autorité compétente

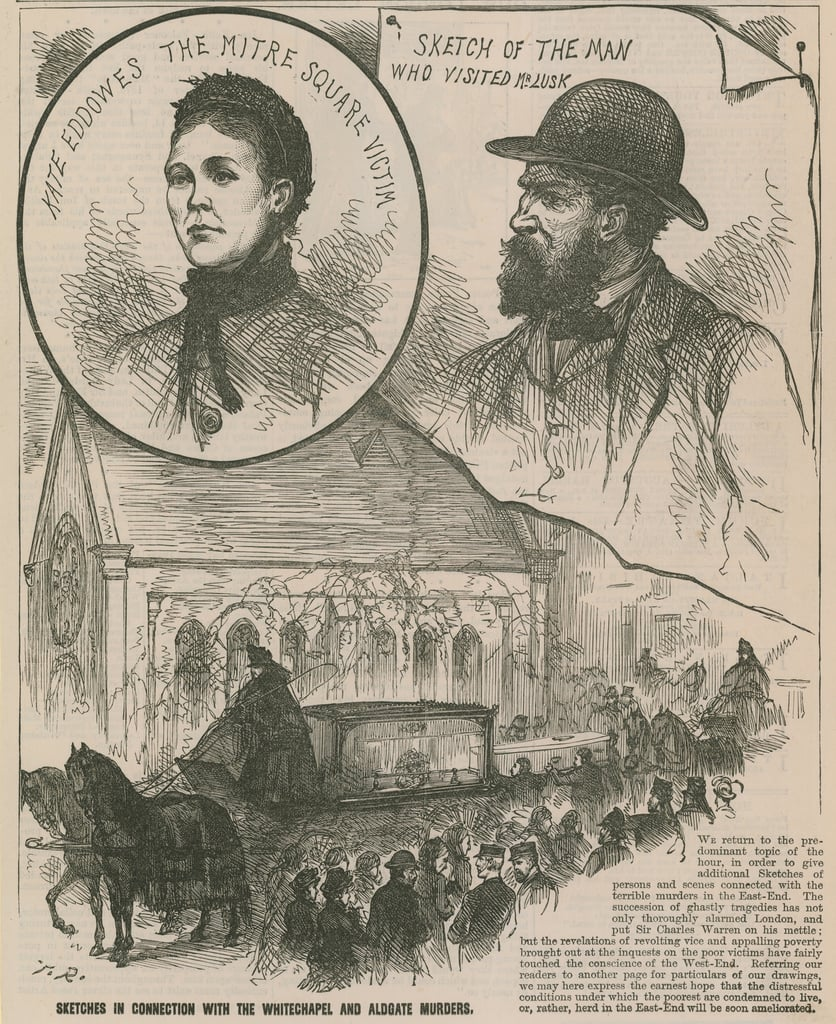
Portraits en médaillon de Catherine Eddowes et d'un suspect à la une de l'hebdomadaire The Penny Illustrated Paper, 13 octobre 1888.

De tous les meurtres attribués à Jack l'Éventreur, celui de Catherine Eddowes est le seul commis hors de la juridiction de la Metropolitan Police de Londres (Scotland Yard): en effet, Mitre Square se situe dans le quartier d'Aldgate (City), soumis à l'autorité de la City of London Police. Certains auteurs estiment que l'enquête a été perturbée par cette dualité dans la recherche du tueur, et que des querelles au sein des services de police ont pu retarder l'avancée des investigations. Cette thèse n'est pas attestée par les documents d'époque qui mettent plutôt en avant une collaboration entre la City Police et la "MePo".

### Investigations
Lors de l'investigation menée dans les minutes qui ont suivi la découverte du corps de Catherine Eddowes, les policiers ont découvert un fragment du tablier de la victime sous un porche, dans Goulston Street, une rue proche de Mitre Square, qui remonte vers Spitalfields. Couvert de traces de sang, le tablier a sans doute servi au meurtrier pour s'essuyer après le carnage de Mitre Square.

## Postérité

### Au cinéma et à la télévision
Plusieurs œuvres ont été consacrées à l'histoire de Jack l'éventreur, aussi bien sur grand écran ou à la télévision. Dans l'adaptation télévisée de 1988, Jack l'Éventreur, c'est la comédienne Susan George qui interprétait le rôle de Catherine Eddowes et l'actrice Lesley Sharp fit de même en 2001 dans le film From Hell.